# قناری گلوسفید
قناری گلوسفید (نام علمی: Serinus albogularis) نام یک گونه از سرده سهره دمگاه‌زرد است.